# Pixiv
Pixiv (ピクシブ?, Pikushibu) è una comunità online di artisti. Lanciato nel 2007, ha raggiunto la popolarità in breve tempo grazie ai contributi di alcuni illustratori, tra cui Huke.

## Storia
Dall'idea del programmatore Takahiro Kamitani, che è lui stesso un artista noto come Bakotsu sul sito, Pixiv è stato lanciato il 10 settembre 2007 come versione beta. Quando il numero di utenti ha superato quota 10.000, a soli 19 giorni dal lancio, è diventato difficile per Kamitani mantenere Pixiv da solo che, in virtù di ciò, ideò e pubblicò la Crooc Inc. il 1º ottobre 2007. Il sito Web ha subito un importante aggiornamento il 18 dicembre 2007 in una versione simile a quella corrente dello stesso. Mentre il sito Web era originariamente disponibile solo in giapponese, il cinese è stata la prima lingua aggiuntiva proposta a causa della crescente tendenza dei registratori internazionali di Taiwan e della Cina; c'è anche un numero crescente di persone registrate negli Stati Uniti e Corea del Sud · . Nel 2009, una versione in lingua inglese è stata considerata la più bassa in termini di priorità ma è stata poi istituita all'inizio del 2011. L'internazionalizzazione del sito Web è proseguita con l'aggiunta di francese, coreano, russo e tailandese. Saranno presi in considerazione anche alcuni paesi europei con un elevato numero di visite al sito, come la Germania, l'Italia e la Francia. La società di gestione Crooc è stata ribattezzata Pixiv Inc. il 1º novembre 2008. Il Direttore generale di Pixiv Inc. è Takanori Katagiri.